# Diademtapakul
Diademtapakul (Scytalopus schulenbergi) är en fågel i familjen tapakuler inom ordningen tättingar.

## Utbredning och systematik
Fågeln förekommer i Anderna från sydöstra Peru (Vilcanotabergen) till Bolivia (Cochabamba). Den behandlas som monotypisk, det vill säga att den inte delas in i några underarter.

## Status
IUCN kategoriserar arten som livskraftig.